# Bert Barlow
Bert Barlow, all'anagrafe Herbert Barlow (Kilnhurst, 22 luglio 1916 – Colchester, 19 marzo 2004) è stato un calciatore inglese, di ruolo attaccante.

## Biografia
Anche suo figlio Peter è stato un calciatore professionista.

## Carriera
Esordisce tra i professionisti all'età di 19 anni con il Barnsley, club della seconda divisione inglese, con cui nell'arco di due stagioni totalizza complessivamente 12 reti in 58 partite di campionato; nell'estate del 1937 passa al Wolverhampton, club di prima divisione: qui, complice il livello della squadra (che termina il campionato al secondo posto in classifica), non scende mai in campo in incontri di campionato, segnando in compenso una rete in 3 presenze nelle prime settimane della stagione 1938-1939, nella quale viene poi ceduto a stagione iniziata al Portsmouth, altro club di prima divisione, con cui porta a termine l'annata mettendo a segno 4 reti in 14 partite di campionato, alle quali aggiunge la rete del momentaneo 1-0 nella finale della FA Cup 1938-1939, vinta dalla sua squadra con il punteggio di 4-1 proprio contro il Wolverhampton.
Nel 1946, alla regolare ripresa dei campionati dopo la pausa bellica dovuta agli eventi della seconda guerra mondiale, Barlow è ancora tesserato dal Portsmouth (unico giocatore insieme a Cliff Parker ancora in rosa tra quelli del trionfo di Wembley nel 1939): nella stagione 1946-1947 realizza 10 reti in 35 presenze nel campionato di prima divisione, mentre l'anno seguente realizza 8 reti in 24 presenze. Nella stagione 1948-1949 contribuisce invece alla vittoria del campionato (il primo nella storia del club) realizzando 8 reti in 29 presenze. Rimane in rosa anche nella prima parte della stagione 1949-1950, nella quale oltre a scendere in campo nel vittorioso Charity Shield gioca solamente 2 partite di campionato (torneo che verrà peraltro nuovamente vinto dal Portsmouth), nelle quali realizza anche una rete, la sua trentaduesima in 107 partite in carriera nella prima divisione inglese: sia nella seconda parte della stagione 1949-1950 che nel biennio successivo gioca infatti in seconda divisione al Leicester City, con cui totalizza complessivamente 9 reti in 42 partite di campionato. Passa quindi al Colchester Utd, con la cui maglia tra il 1952 ed il 1954 mette a segno complessivamente 16 reti in 60 presenze in terza divisione. Continua poi a giocare per qualche altra stagione, a livello semiprofessionistico.
In carriera ha totalizzato complessivamente 69 reti in 267 presenze nei campionati della Football League (107 presenze e 32 reti in prima divisione, 100 presenze e 21 reti in seconda divisione e 60 presenze e 16 reti in terza divisione).

## Palmarès

### Club

#### Competizioni nazionali
- Campionato inglese: 1

Portsmouth: 1948-1949
- Coppa d'Inghilterra: 1

Portsmouth: 1938-1939
- Charity/Community Shield: 1

Portsmouth: 1949